# Goussainville (Eure-et-Loir)
Goussainville ist eine französische Gemeinde mit 1.340 Einwohnern (Stand: 1. Januar 2022) im Département Eure-et-Loir in der Region Centre-Val de Loire. Sie gehört zum Arrondissement Dreux und ist Mitglied im Gemeindeverband Communauté de communes du Pays Houdanais.
Die Gemeinde entstand mit Wirkung vom 1. Januar 2015 als Commune nouvelle durch den Zusammenschluss die bisherigen Gemeinden Goussainville und Champagne, die in der neuen Gemeinde keinen Status als Communes déléguées besitzen. Der Verwaltungssitz befindet sich im Ort Goussainville.

## Gemeindegliederung
| Ortsteil                        | ehemaliger INSEE-Code | PLZ   | Fläche (km²) | Einwohnerzahl (2017) |
| ------------------------------- | --------------------- | ----- | ------------ | -------------------- |
| Goussainville (Verwaltungssitz) | 28185                 | 28410 | 10,83        | 964                  |
| Champagne                       | 28069                 | 28410 | 02,21        | 328                  |

## Geografie

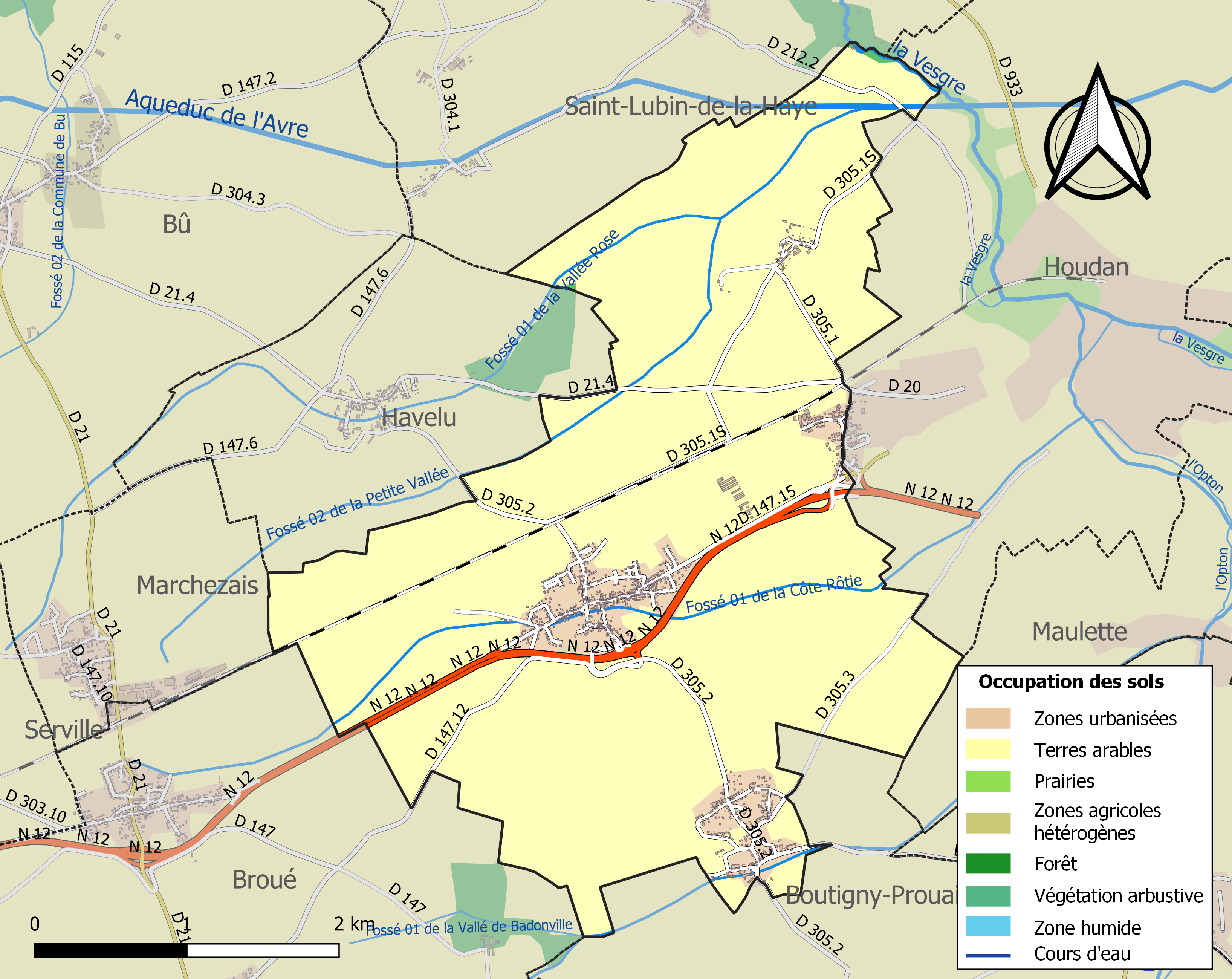
Bodennutzung, Hydrografie und Infrastruktur der Gemeinde (2018)

Goussainville liegt etwa 14 Kilometer ostnordöstlich von Dreux, etwa 37 Kilometer nordnordöstlich von Chartres und etwa 42 Kilometer westlich von Verseilles an der Grenze zum benachbarten Département Yvelines und der Region Île-de-France. Die Gemeinde befindet sich in der Région naturelle des Drouais.
Das Gemeindegebiet liegt im Einzugsgebiet der Seine und wird von der Vesgre entwässert, einem Nebenfluss der Eure, die es auf einem kurzen Abschnitt im äußersten Norden begrenzt. Ansonsten führen nur wenige, zeitweise trockenfallende Fließgewääser durch das Gemeindeareal in die Vesgre. Das Bodenrelief ist flach mit Höhen um etwa 120 m bis auf das Tal der Vesgre, an der mit 87 m die tiefste Stelle gemessen wird.
Teile des Gebiets von Goussainville gehören zur 8774 Hektar großen ZNIEFF-Naturzone „Plateau du Grand Mantois et vallee du Sausseron“ (110030075).
Rund 93 % der Fläche der Gemeinde werden landwirtschaftlich, ausschließlich als Kulturboden genutzt, rund 7 % entfallen auf bebaute Gebiete (Stand 2018).
Umgeben wird Goussainville von den sieben Nachbargemeinden:
| Havelu     | Saint-Lubin-de-la-Haye                      |                     |
| Marchezais | Kompassrose, die auf Nachbargemeinden zeigt | Houdan (Yvelines)   |
| Broué      | Boutigny-Prouais                            | Maulette (Yvelines) |

## Sehenswürdigkeiten
- Kirche Saint-Aignan in Goussainville
- Schloss Orval aus dem 15. Jahrhundert in Goussainville
- Kirche Sainte-Croix in Champagne

## Bildung
Die Gemeinde verfügt über eine öffentliche Vor- und Grundschule (École primaire) mit 131 Schülerinnen und Schülern im Schuljahr 2024/2025.

## Wirtschaft
Goussainville liegt in den Zonen AOC sowie IGP
- der Geflügel mit den Appellationen
  - Volailles de Houdan,
  - Volailles de l’Orléanais und
  - Volailles de Normandie sowie
- des Schweinefleischs Porc de Normandie.[5]

## Verkehr
Die hier autobahnähnlich ausgebaute Route nationale 12 von Paris nach Brest durchquert das Gemeindegebiet von Ost nach West mit einer Anschlussstelle südlich des Zentrums. Nachgeordnete Departementsstraßen verbinden die beiden Ortsteile miteinander und mit Nachbargemeinden.
Goussainville liegt an der Bahnstrecke Saint-Cyr–Surdon ohne Haltepunkt. Züge der Regionallinie N der Verkahrsorganisaton Transilien der Region Île-de-France verkehren zwischen Paris und Dreux auf dieser Strecke ohne Halt in Goussainville.